# Malaunay
Malaunay – miejscowość i gmina we Francji, w regionie Normandia, w departamencie Sekwana Nadmorska.
Według danych na rok 1990 gminę zamieszkiwały 5784 osoby, a gęstość zaludnienia wynosiła 625 osób/km² (wśród 1421 gmin Górnej Normandii Malaunay plasuje się na 49. miejscu pod względem liczby ludności, natomiast pod względem powierzchni na miejscu 394.).